# (198820) Iwanowska
Pour les articles homonymes, voir Iwanowska.
(198820) Iwanowska est un astéroïde de la ceinture principale.

## Description
(198820) Iwanowska est un astéroïde de la ceinture principale. Il fut découvert le 13 mars 2005 à Moletai par Kazimieras Černis et Justas Zdanavičius. Il présente une orbite caractérisée par un demi-grand axe de 3,08 UA, une excentricité de 0,10 et une inclinaison de 12,4° par rapport à l'écliptique.

## Compléments